# Municipio de Union (condado de Benton, Iowa)
El municipio de Union (en inglés: Union Township) es uno de los veinte municipios ubicados en el condado de Benton en el estado estadounidense de Iowa. En el año 2000 el municipio tenía una población de 996 habitantes y una densidad poblacional de 10,7 personas por km². El territorio del municipio incluye al de una ciudad, Van Horne.

## Geografía
El municipio de Union se encuentra ubicado en las coordenadas 41°59′21″N 92°07′04″O / 41.98917, -92.11778.